# San Francisco de Asís en Ripa Grande (título cardenalicio)
San Francesco d'Assisi a Ripa Grande (en latín, S. Francisci Assisiensis ad Ripam Maiorem) es un título cardenalicio instituido el 12 de marzo de 1960 por el Papa Juan XXIII, por la constitución apostólica Cum ob peculiaris. La Iglesia que ostenta dicho título es la de San Francesco a Ripa y está regida por la Orden de Frailes Menores.

## Titulares
- Laurean Rugambwa (31 de marzo de 1960 - 8 de diciembre de 1997 fallecido)
- Norberto Rivera Carrera, desde el 21 de febrero de 1998